# Hnol
HNol là một xã thuộc huyện Đak Đoa, tỉnh Gia Lai, Việt Nam.

## Địa lý
Xã HNol có vị trí địa lý:
- Phía Đông giáp huyện Mang Yang
- Phía Tây giáp xã Glar
- Phía Nam giáp xã Trang
- Phía Bắc giáp xã Kơ Dang.[1]

Xã HNol có diện tích 46,85 km², dân số năm 2006 là 2.211 người, mật độ dân số đạt 47 người/km².

## Lịch sử
Xã HNol được tách ra từ xã Trang cũ vào năm 2006.